# Ternuvate, Mîkolaiiv
Ternuvate (în ucraineană Тернувате) este un sat în așezarea urbană Olșanske din raionul Mîkolaiiv, regiunea Mîkolaiiv, Ucraina.

## Demografie
Componența lingvistică a localității Ternuvate
     Ucraineană (87,79%)
     Rusă (10,97%)
     Alte limbi (1,08%)
Conform recensământului din 2001, majoritatea populației localității Ternuvate era vorbitoare de ucraineană (87,79%), existând în minoritate și vorbitori de rusă (10,97%).